# Tourelle

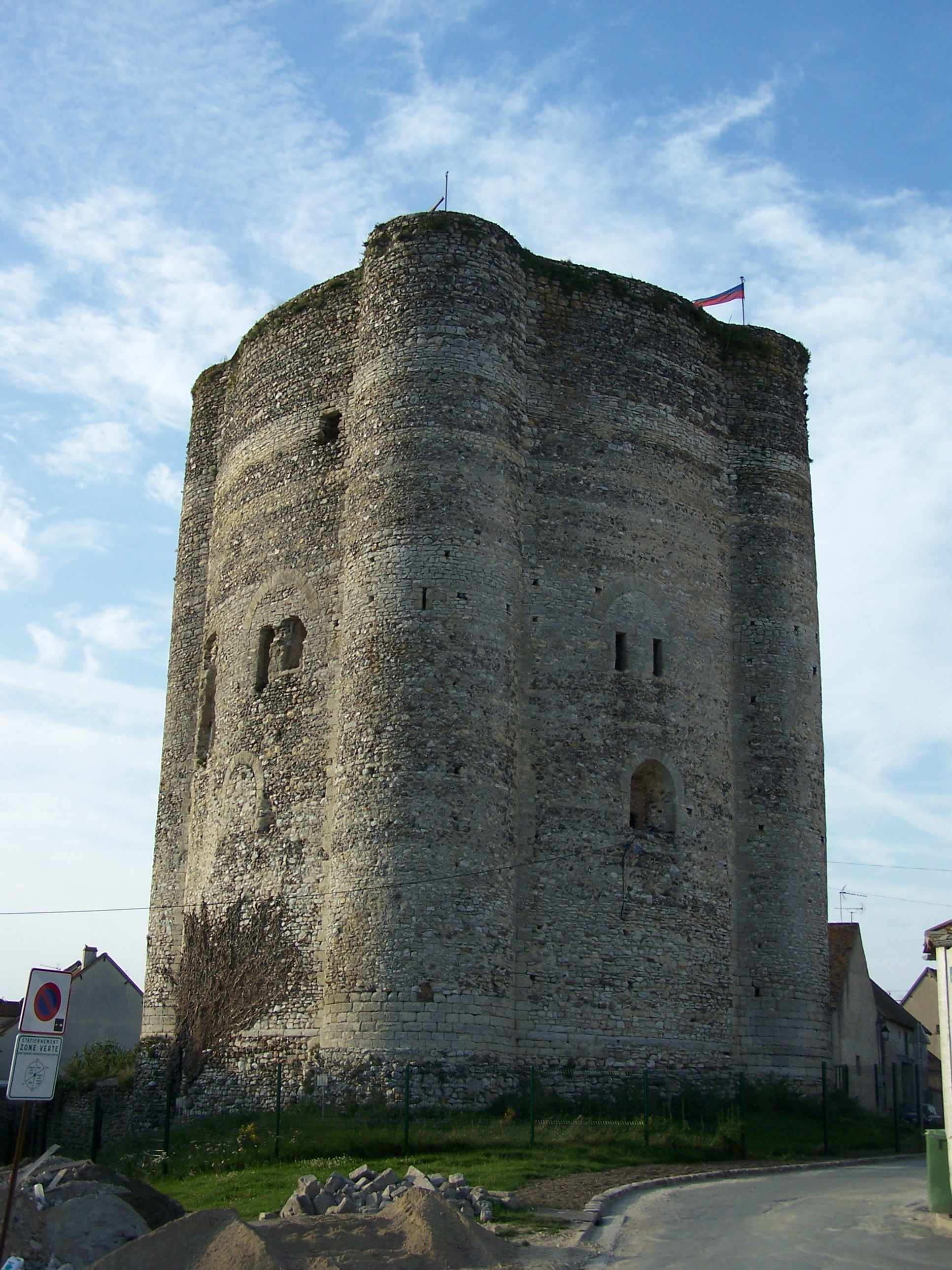
Der Donjon von Houdan (Yvelines) mit seinen halbrunden Ecktourellen

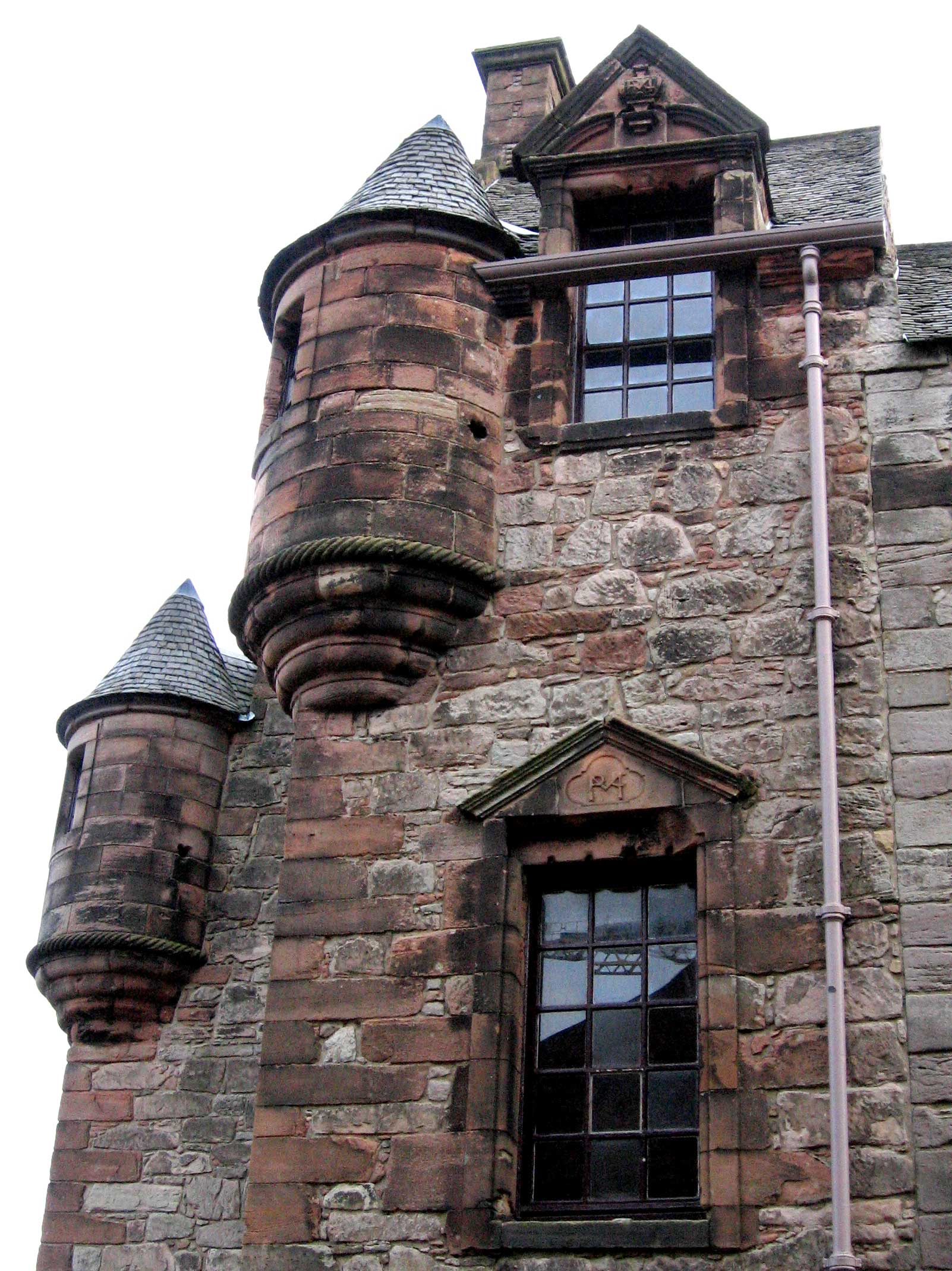
Tourellen am Newark Castle, Port Glasgow

Eine Tourelle (franz. für „Türmchen“, als Diminutiv von tour „Turm“) ist ein Scharwachtturm, der sich aus Wänden oder Mauern herauswölbt oder aus ihnen hervorspringt. 
Bei Donjons, wo die Tourellen an einer oder mehreren Ecken mit dem Hauptmauerwerk oft bis zur Dachhöhe aus dem Erdboden ragen, bezieht sich die Verkleinerungsform Türmchen auf das Architekturmerkmal des nicht selbständig stehenden Gebäudeteils, das die Form eines „Dreiviertel-Turms“ hat, aber trotz seiner Größe lediglich Bestandteil des Hauptgebäudes ist. Sie dienten überwiegend dazu, im Falle eines Beschusses durch ihre halbrund angelegte Mauerung die Projektile (in der Regel Kanonenkugeln) weitgehend wirkungslos abprallen zu lassen. 
Viel häufiger treten sie Jahrhunderte später in der Bauweise eines Erkers in Erscheinung, bei dem sie – wesentlich kleiner als Ecktourellen – in verschiedenen Geschosshöhen aus dem Außenmauerwerk herausragen. Diese Türmchen waren höchstens zur Verteidigung mit Handfeuerwaffen, in erster Linie aber zu Beobachtungszwecken gedacht und wegen der erforderlichen Rundumsicht grundsätzlich auch in den Außenecken eines Gebäudes situiert. 
Des Weiteren findet man Tourellen häufig in Befestigungsanlagen (Stadtmauern, Burgen, Festungen etc.), meist handelt es sich hierbei um Geschütz- oder Treppentürme, die der Verstärkung der Anlage dienten.